# Tom Clancy's Rainbow Six: Vegas
Tom Clancy's Rainbow Six: Vegas es el sexto videojuego de la serie Tom Clancy's Rainbow Six. Fue lanzado el 20 de noviembre de 2006 para la consola Xbox 360, PC y teléfono móvil. Las versiones para PSP y PlayStation 3, fueron lanzadas a principios de 2007. También hubo ambas versiones para PlayStation 2 y Xbox pero el juego nunca se lanzaron oficialmente. El argumento presenta un nuevo equipo de Rainbow que ha sido enviado para recuperar Las Vegas de manos de una organización terrorista.

## Argumento
El jugador asume el papel de Logan Keller, líder del escuadrón Alpha de Rainbow, que incluye a Gabriel Nowak y Kan Aakashi. La misión inicial de Rainbow es capturar a la terrorista internacional Irena Morales, en una ciudad fronteriza de México. Pero son emboscados por los terroristas y Gabe y Kan son capturados por Irena. Logan logra escapar del incidente junto al equipo de apoyo Joanna Torres y al piloto Brody Lukin, quienes son informados por Six: Ding Chavez, acerca de un problema en las Vegas y tienen que dirigirse ahí. Ya en las Vegas, Logan se reúne con el equipo Bravo de Rainbow en el Strip: Michael Walter y Jung Park. teniendo la misión de rescatar a un asesor de la OTAN, el Doctor Philip Smithy, quien se encuentra cautivo en el casino Calypso. Una vez rescatado se revela que los terroristas poseen una bomba de micro pulsos.
Después de limpiar el Calypso, Rainbow se dirige a Fremont a rescatar a una periodista cautiva, en un casino de temática china, Logan y el equipo bravo rescatan a la periodista y toman información de una furgoneta de comunicaciones, que los lleva a investigar la torre Vértigo Spire, ahí rescatan al doctor Williams que les revela que la bomba de micro pulso se encuentra en la torre. Rainbow desactiva la bomba, ya en el helicóptero Irena se comunica con el equipo y le dice a Logan que Gabriel y Kan se encuentran en el Casino Dante. El casino está a un en construcción por lo que los terroristas lo usan como base para coordinar los ataques. Logan y su equipo rescatan a Gabriel, pero no a Kan que es herido por los terroristas y muere. Rainbow hackea el centro de datos del casino y descubren que el ataque a las vegas era una distracción, el objetivo real es la presa de nevada.
En la presa Rainbow junto a la guardia nacional atacan a los terroristas y aterrizan en el puente que es un centro de turistas y desactivan una bomba. Logan junto a Jung y Michael, prevenien que la presa reviente debido a la presión acumulada a causa de las explosiones. Rainbow rescata a los doctores Williams y Smithy en los laboratorios secretos de la presa y estos les revelan el plan de los terroristas de atacar la vegas con un misil, pero además se enteran de que Irena sigue órdenes de alguien más. Logan asesina a irena y suben a lo alto de la presa y detienen el misil. Pero inesperadamente Gabriel se revela como traidor y aunque Logan logra derribar el helicóptero de Gabe se desconoce si este murió, dejando el argumento inconcluso para una secuela.

## Sistema de juego
Vegas utiliza un sistema de salud parecido al de Call of Duty 4: Modern Warfare en el que esta se regenera cuando no recibes fuego enemigo. Además, una vista en tercera persona ha sido incluida cuando los jugadores estén contra un obstáculo o esquina y tienen que ver que hay detrás. Otros cambios incluyen a menos enemigos con una IA mucho más desarrollada (aunque esta peca del gran fallo de ser incapaz de oír a través de paredes incluso siendo estas muy finas). Los desarrolladores han optado por no incluir ningún video, decidiendo que el argumento se desarrollase durante la propia partida. Además, el juego incorpora en el modo en línea un sistema de rangos (solo en las versiones de consola) así como de un editor de personajes denominado P.E.C. o Persistent Elite Creator donde el jugador puede definir el sexo, rostro, equipamiento y armas (los dos últimos cuentan con numerosas opciones desbloqueables subiendo de rango) de su personaje.

## Modalidades de juego
Tom Clancy's Rainbow Six: Vegas cuenta con varios modos de juego tanto en solitario como en línea, además, el juego singleplayer puede ser jugado en modalidad cooperativa tanto el modo historia como una modalidad extra denominada caza al terrorista donde el jugador se enfrenta a un amplio número de enemigos controlados por la "IA" y cuyo número es seleccionable por el jugador así como con el propio mapa.

## Secuela
En noviembre de 2007 se anunció la secuela de este juego que se llamaría Tom Clancy's Rainbow Six: Vegas 2 el cual cuenta con el mismo motor gráfico potenciado y que continúa la historia dejada por la primera parte a través de un nuevo líder de escuadrón, el cual es completamente personalizable.

En el año 2011 se realizó el lanzamiento del juego Tom Clancy’s Rainbow Six: Shadow Vanguard para teléfonos inteligentes, sistemas Android. En esta entrega los jugadores pueden conectarse mediante WiFi para completar partidas multijugador. Las principales características son: 

- Niveles clásicos del juego original con contenidos mejorados y actualizados.

- Arsenal de armas de fuego: desde cámaras serpiente hasta silenciadores.

- Sistema de estrategia en tiempo real para dar órdenes a los compañeros de equipo durante la batalla.

- Un emocionante y desenfrenado modo multijugador con cinco mapas exclusivos para enfrentarse a jugadores de todo el mundo.

## Equipos
- Alpha Team: Gabriel Nowak, Kan Akashi.

- Bravo Team: Michael Walter, Jung Park.

- Personal de apoyo: Joanna Torres.

## Recepción
La edición de Xbox 360 de Rainbow Six: Vegas recibió críticas muy positivas de los principales medios de noticias de juegos, como GameSpy (5/5), GameSpot (9.1 / 10), IGN (9.3 / 10), y TeamXbox (9.5 / 10). IGN llamó a Vegas el "mejor juego de tirador en primera persona en la Xbox 360", mientras que GameSpot describió el juego como un "juego de tirador táctico excelente e inmersivo". Hyper Cam Shea elogió el juego por su "fantástico diseño visual, mecánica de juego y multijugador". Sin embargo, criticó "algunos de los armarios de actuación de la voz y el suministro terrorista". Las versiones para PC y PS3 también han recibido críticas positivas, mientras que la versión de PSP recibió críticas mixtas.
Rainbow Six Vegas ha ganado numerosos premios, incluido "Mejor tirador en primera persona", "Mejor tirador en primera persona de Xbox 360", "Mejor juego en línea", y "Mejor juego de Xbox Live" en lo mejor de IGN del 2006, así como en el "Editor's Choice Award" de GameSpot. Gaming Target también seleccionó el título como uno de los "52 juegos que seguiremos jugando desde 2006". También recibió el premio "Mejor juego en línea" de la Revista Oficial Xbox en sus premios anuales Juego del Año.con su premio "Best Action Game" 2006, y lo nombró el cuarto mejor juego de computadora del año.
De acuerdo con Ubisoft, al 31 de marzo de 2007, Tom Clancy's Rainbow Six: Vegas había vendido 1.7 millones de copias. La versión de Xbox 360 recibió un premio de ventas "Platino" de la Asociación de Editores de Software de Entretenimiento y Ocio (ELSPA), que indica ventas de al menos 300,000 copias en el Reino Unido.